# Ully-Saint-Georges
Ully-Saint-Georges és un municipi francès, situat al departament de l'Oise i a la regió dels Alts de França. L'any 2007 tenia 1.883 habitants.

## Demografia

### Població
El 2007 la població de fet d'Ully-Saint-Georges era de 1.883 persones. Hi havia 660 famílies de les quals 111 eren unipersonals (75 homes vivint sols i 36 dones vivint soles), 207 parelles sense fills, 306 parelles amb fills i 36 famílies monoparentals amb fills.
La població ha evolucionat segons el següent gràfic:
Habitants censats

### Habitatges
El 2007 hi havia 729 habitatges, 673 eren l'habitatge principal de la família, 24 eren segones residències i 31 estaven desocupats. 686 eren cases i 36 eren apartaments. Dels 673 habitatges principals, 601 estaven ocupats pels seus propietaris, 65 estaven llogats i ocupats pels llogaters i 8 estaven cedits a títol gratuït; 2 tenien una cambra, 32 en tenien dues, 80 en tenien tres, 188 en tenien quatre i 371 en tenien cinc o més. 545 habitatges disposaven pel capbaix d'una plaça de pàrquing. A 259 habitatges hi havia un automòbil i a 389 n'hi havia dos o més.

### Piràmide de població
La piràmide de població per edats i sexe el 2009 era:
| Homes | Edats   | Dones |
| ----- | ------- | ----- |
| 0     | 95 o +  | 0     |
| 4     | 90 a 94 | 0     |
| 4     | 85 a 89 | 8     |
| 4     | 80 a 84 | 4     |
| 4     | 75 a 79 | 24    |
| 24    | 70 a 74 | 16    |
| 24    | 65 a 69 | 36    |
| 28    | 60 a 64 | 24    |
| 72    | 55 a 59 | 52    |
| 80    | 50 a 54 | 76    |
| 88    | 45 a 49 | 72    |
| 84    | 40 a 44 | 80    |
| 64    | 35 a 39 | 92    |
| 52    | 30 a 34 | 56    |
| 68    | 25 a 29 | 44    |
| 60    | 20 a 24 | 52    |
| 72    | 15 a 19 | 80    |
| 88    | 10 a 14 | 64    |
| 48    | 5 a 9   | 88    |
| 52    | 0 a 4   | 28    |

## Economia
El 2007 la població en edat de treballar era de 1.273 persones, 957 eren actives i 316 eren inactives. De les 957 persones actives 892 estaven ocupades (480 homes i 412 dones) i 66 estaven aturades (30 homes i 36 dones). De les 316 persones inactives 123 estaven jubilades, 95 estaven estudiant i 98 estaven classificades com a «altres inactius».

### Ingressos
El 2009 a Ully-Saint-Georges hi havia 662 unitats fiscals que integraven 1.874 persones, la mediana anual d'ingressos fiscals per persona era de 21.097,5 €.

### Activitats econòmiques
Dels 52 establiments que hi havia el 2007, 2 eren d'empreses extractives, 2 d'empreses alimentàries, 1 d'una empresa de fabricació de material elèctric, 1 d'una empresa de fabricació d'elements pel transport, 3 d'empreses de fabricació d'altres productes industrials, 8 d'empreses de construcció, 10 d'empreses de comerç i reparació d'automòbils, 6 d'empreses de transport, 1 d'una empresa d'hostatgeria i restauració, 2 d'empreses financeres, 3 d'empreses immobiliàries, 7 d'empreses de serveis, 2 d'entitats de l'administració pública i 4 d'empreses classificades com a «altres activitats de serveis».
Dels 14 establiments de servei als particulars que hi havia el 2009, 1 era una oficina de correu, 1 taller de reparació d'automòbils i de material agrícola, 1 paleta, 1 guixaire pintor, 4 lampisteries, 1 electricista, 1 empresa de construcció, 1 perruqueria i 3 agències immobiliàries.
Dels 4 establiments comercials que hi havia el 2009, 1 era una gran superfície de material de bricolatge, 1 una botiga de menys de 120 m² i 2 carnisseries.
L'any 2000 a Ully-Saint-Georges hi havia 14 explotacions agrícoles que ocupaven un total de 1.177 hectàrees.

## Equipaments sanitaris i escolars
L'únic equipament sanitari que hi havia el 2009 era una farmàcia.
El 2009 hi havia una escola elemental.

## Poblacions més properes
El següent diagrama mostra les poblacions més properes.